# 라데 마르코비치 (1921년)
라데 마르코비치(세르비아어: Раде Марковић, Rade Marković) 또는 라도미르 마르코비치(세르비아어: Радомир Марковић, Radomir Marković, 1921년 10월 14일~2010년 9월 10일)는 세르비아의 배우이다.

## 출연 작품

### 영화
- 티토와 나 (1992년)
- 만남의 장소 (1989년)
- 프로이트의 비밀 일기 (1984년)
- 특별교육 (1977년)
- 더 피치 띠프 (1964년)